# Uraspis
Genre
Uraspis est un genre de poissons de la famille des Carangidae.

## Liste des espèces
Selon FishBase (30 janv. 2015) et World Register of Marine Species (30 janv. 2016) :
- Uraspis helvola (Forster in Bloch and Schneider, 1801)
- Uraspis secunda (Poey, 1860) - carangue coton
- Uraspis uraspis (Günther, 1860)